# Анурогнат
Анурогнат (лат. Anurognathus от греч. αν — без, оυρα — хвост и γναθος — челюсти) — род мелких птерозавров из семейства анурогнатид (Anurognathidae), живших в конце юрского периода (поздний титонский век, 150,8—145,0 млн лет назад). Единственным видом является Anurognathus ammoni. Анурогната назвал и описал в 1923 году немецкий биолог Людвиг Дёдерляйн.  Родовое название дано из-за сравнительно небольшого, по сравнению с другими рамфоринхами, хвоста. Видовое название — в честь баварского геолога Людвига фон Аммона, из коллекции которого Дёдерляйн приобрёл образец в 1922 году.

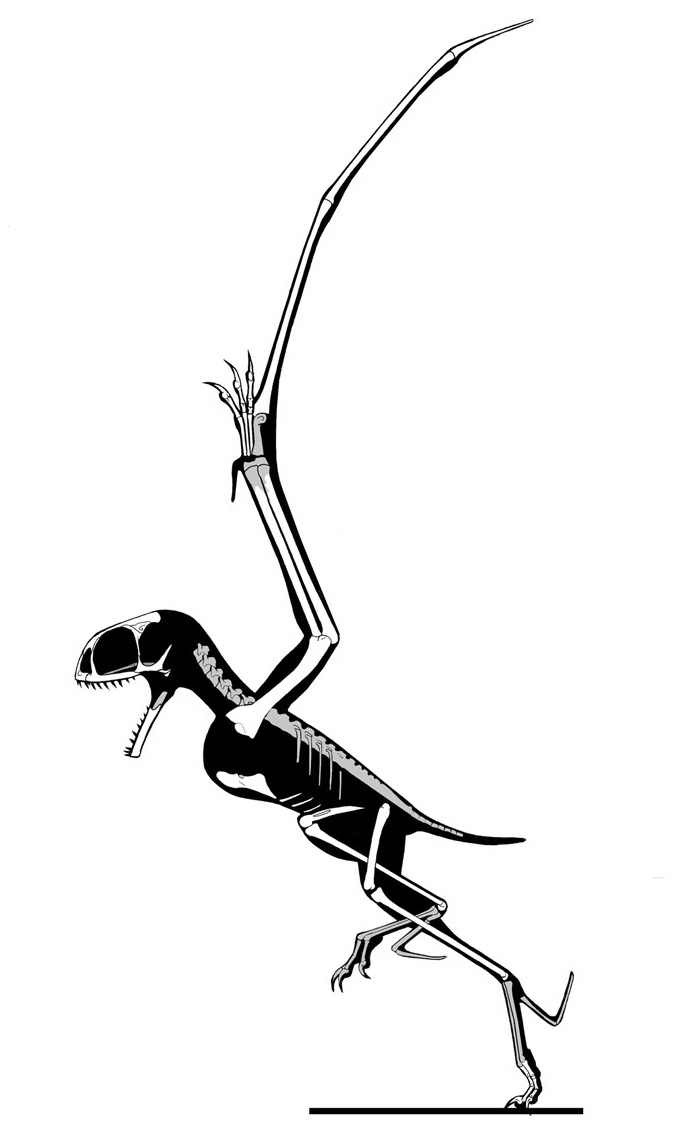
Восстановленный вид голотипа

## Описание
Род Anurognathus основан на голотипе BSP 1922.I.42, найденном в зольнхофенских известняковых карьерах вблизи Айхштета, Бавария и состоит из относительно полного, но разрушенного скелета на плите. Контрплита отсутствует, бо́льшая часть скелета присутствует только в виде отпечатка. 
У анурогната была короткая голова с игольчатыми зубами для ловли насекомых, и, хотя его традиционно относят к «рамфоринхоидным» птерозаврам, его хвост был относительно коротким, что оставляло ему больше манёвренности во время охоты. По словам Дёдерляйна, укороченный хвост анурогната был похож на пигостиль современных птиц. Более типичные «рамфоринхоидные» черты включают удлинённый пятый палец ноги и короткие пястные кости и шею. С размахом крыльев в 50 сантиметров и длиной тела в 9 сантиметров (включая голову), весил анурогнат немного: в 2008 году Марк Уиттон оценил массу птерозавра в 40 граммов, а размах крыльев в 35 сантиметров. В 1975 году Петер Велльнхофер заново описал голотип.
Позже был обнаружен второй, меньший экземпляр, возможно, подростковой особи. Плита и контрплита с его остатками были разделены и проданы в частные коллекции; ни один образец не имеет официальной регистрации. Этот экземпляр описал Кристофер Беннет в 2007 году, он оказался более полным и более целостным. Он сохранил оттиск большей части кожистой мембраны крыла, и в ультрафиолетовом свечении становятся видны остатки мышц бедра и плеча. Окаменелость предоставила новую информацию по многим вопросам анатомии. Череп представляется очень коротким и широким, его ширина была больше, чем длина. Выяснилось, что Велльнхофер неправильно реконструировал череп в 1975 году, приняв большие глазницы за предглазничные отверстия, которые у большинства птерозавров больше, чем орбиты. Но у анурогната предглазничные отверстия были маленькими и вместе с ноздрями расположены в передней части плоского рыла. Глаза смотрели вперёд, обеспечивая животному бинокулярное зрение. Большая часть черепа состояла из костных распорок. Предполагаемый пигостиль отсутствовал; изучение реальных девяти хвостовых позвонков вместо отпечатка на плите показало, что они были не слиты воедино, хотя и сильно редуцированы. Палец крыла был лишён четвёртой фаланги. По словам Беннета, видная около голени мембрана показывает, что крыло рептилии доходило до голени, и было, таким образом, коротким и широким. Беннет также повторно исследовал голотип, интерпретировав шишки на челюстях как признак того, что волосы образовывали выступающую щетину на морде животного.

## Систематика
В 1937 году немецкий палеонтолог Оскар Кун отнёс анурогната к семейству анурогнатид. К этому же семейству относят Batrachognathus, Dendrorhynchoides, Jeholopterus, Versperopterylus и, возможно, Mesadactylus.

## Палеобиология

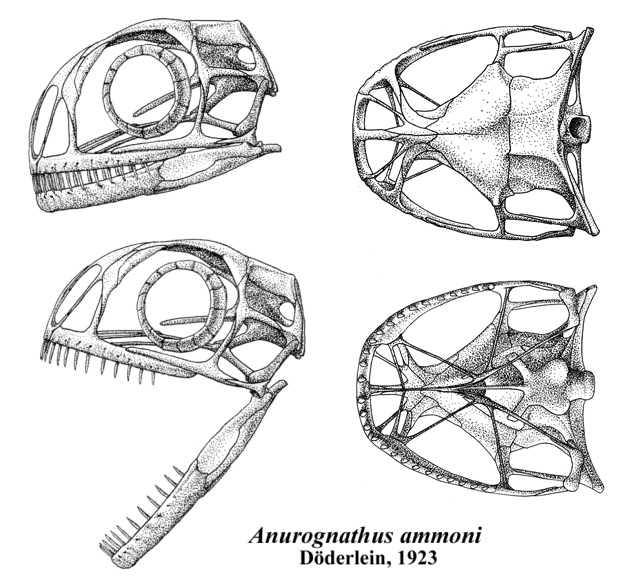
Восстановленный череп

Согласно Дёдерляйну, анурогнат, благодаря длинным крыльям, был быстрым летуном, стремительно поражавшим свою добычу, как современные козодои. Беннет, однако, исходя из открытия крыльев гораздо более коротких, в сочетании с коротким хвостом, делает вывод, что анурогнат был медленным летающим хищником, делавшим упор на манёвренность, а его большие глаза приспособлены к сумеречному образу жизни. Это также подтверждается большой гибкостью суставов пальца крыла.

## В культуре
Анурогнаты фигурируют во второй серии научно-популярного сериала производства BBC «Прогулки с динозаврами», где они представлены комменсалами диплодоков, объедавшими насекомых с их кожи. Подобный образ жизни делает их очень похожими на современных волоклюев.
Анурогнат был показан в пятом эпизоде научно-фантастического телесериала производства ITV «Портал юрского периода». Здесь он ошибочно изображается живущим в верхнемеловой эпохе, около 85 миллионов лет назад. Его поведение в сериале напоминает поведение пираньи. Авторы сериала наделили этого птерозавра острым обонянием, способным почувствовать кровь на значительном расстоянии. Стая анурогнатов была изображена поедающей плоть с туши в течение нескольких минут, что расходится с реальными анатомическими особенностями животного. Скорее всего, анурогнат питался насекомыми, подобно современному лягушкороту. Эти изменения были сделаны в сериале намеренно для придания драматического эффекта. 